# Spilosoma burmanica
Spilosoma burmanica là một loài bướm đêm thuộc phân họ Arctiinae, họ Erebidae.